# Alcalá de Guadaíra
Alcalá de Guadaíra település Spanyolországban, Sevilla tartományban. Alcalá de Guadaíra Arahal, Carmona, Los Molares, Utrera, Sevilla, Mairena del Alcor, Los Palacios y Villafranca és Dos Hermanas községekkel határos. Lakosainak száma 76 922 fő (2024).

## Népesség
A település népessége az elmúlt években az alábbi módon változott:
| Lakosok száma | 57 830 | 61 063 | 66 089 | 70 155 | 72 800 | 74 845 | 75 106 | 75 279 | 75 917 | 76 922 |
|               | 2001   | 2004   | 2007   | 2009   | 2011   | 2015   | 2017   | 2019   | 2022   | 2024   |